# Inostemma walkeri
Inostemma walkeri is een vliesvleugelig insect uit de familie van de Platygastridae. De wetenschappelijke naam van de soort is voor het eerst geldig gepubliceerd in 1914 door Kieffer.